# Tom Sheard
Thomas Mylchreest Sheard Jnr (Dalby, 6 januari 1889 - 10 augustus 1954) was een Brits motorcoureur. Hij won twee wedstrijden tijdens de Isle of Man TT. Voor hem was de TT van Man een thuiswedstrijd, want hij was op het eiland Man geboren en getogen.
Tom Sheard nam in 1913 voor het eerst deel aan de Senior TT met een Rudge. Hij werd toen al 6e, maar eindigde ruim 16 minuten achter winnaar Tim Wood. In 1914 werd hij slechts 30e. Daarna volgde een lange onderbreking van de races door de Tweede Wereldoorlog. Na de oorlog behaalde hij een aantal goede resultaten: In 1920 viel hij in de Junior TT uit, maar in 1921 werd hij met een Sunbeam 9e in de Senior TT en met een AJS 3e in de Junior TT. In 1922 startte hij alleen in de Junior TT, maar die won hij met een AJS Big Port met bijna elf minuten voorsprong. De overwinning van Sheard was ook belangrijk voor de organiserende Auto-Cycle Union. Zij had onenigheid met de regering van het eiland Man over de organisatiekosten, en ook de bevolking van het eiland was niet helemaal gelukkig met het feit dat elk jaar de openbare wegen twee weken lang voor lange perioden afgesloten werden. Sheard was een "Manxman" en hij zorgde voor de eerste overwinning van een lokale deelnemer. In 1923 viel hij in de Junior TT uit, maar won hij de Senior TT met een Douglas. Hij reed toen al met een soort schijfrem. Dit was een zeer natte race, waarbij Tom Sheard gebruik kon maken van zijn kennis van de wegen op het eiland Man. In 1924 viel hij uit in de Senior TT met een New Hudson, maar met hetzelfde merk werd hij in 1925 14e. In 1925 trad hij met een New Hudson aan in de Senior TT, maar hij werd slechts 14e. In de Junior TT werd hij met een Douglas 19e. 

## Isle of Man TT resultaten
| Jaar | Klasse    | Team       | Motorfiets    | Plaats |
| ---- | --------- | ---------- | ------------- | ------ |
| 1913 | Senior TT | Privé      | Rudge         | 6      |
| 1914 | Senior TT | Privé      | Rudge         | 30     |
| 1920 | Junior TT | Privé      | AJS           | DNF    |
| 1921 | Junior TT | Privé      | AJS           | 3      |
| 1921 | Senior TT | Privé      | Sunbeam       | 9      |
| 1922 | Junior TT | Privé      | AJS           | 1      |
| 1923 | Junior TT | Privé      | AJS           | DNF    |
| 1923 | Senior TT | Douglas    | Douglas RA    | 1      |
| 1924 | Senior TT | New Hudson | New Hudson    | DNF    |
| 1925 | Junior TT | Douglas    | Douglas RW 24 | 19     |
| 1925 | Senior TT | New Hudson | New Hudson    | 14     |